# Diaphorocellus albooculatus
Diaphorocellus albooculatus är en spindelart som beskrevs av Lawrence 1927. Diaphorocellus albooculatus ingår i släktet Diaphorocellus och familjen Palpimanidae.
Artens utbredningsområde är Namibia. Inga underarter finns listade i Catalogue of Life.